# 摂津市立第四中学校
摂津市立第四中学校（せっつしりつ だいよんちゅうがっこう）は、大阪府摂津市にある公立中学校。

## 沿革
- 1981年4月1日 - 摂津市立第二中学校から分離開校。
- 2014年7月 - 校舎耐震工事開始。

## 通学区域
- 摂津市立味生小学校と摂津市立別府小学校の通学区域。
  - 摂津市 別府1-3丁目、北別府町、東別府1-5丁目、一津屋1-3丁目、鳥飼和道2丁目、南別府町、西一津屋、大字一津屋、大字別府の全域。
  - 摂津市 浜町4番、浜町5番のそれぞれ一部。

## 交通
- 大阪モノレール 南摂津駅 北西へ約1km。
- 阪急京都線 正雀駅 南東へ約2.1km。

## 著名な卒業生
- 木村一八 - 俳優
- 本田圭佑 - 元サッカー選手